# Keith Sonnier
Pour les articles homonymes, voir Sonnier.
Keith Sonnier, né le 31 juillet 1941 à Mamou en Louisiane et mort le 18 juillet 2020 à Southampton (New York), est un dessinateur, sculpteur, artiste et graveur américain. 

## Biographie
Keith Sonnier fait ses études à l'université de Lafayette (1959-1963) puis à Rutgers University (1965-1966). Sa première exposition personnelle a lieu en 1966.

### Œuvre
Pendant les années 1960, Keith Sonnier s'inspire du minimalisme, utilise différents matériaux comme le tissu, le métal, le verre, le néon, des objets trouvés, et réalise des « abstractions excentriques ». Il « érotise des objets inanimés ». [réf. nécessaire]
De 1969 à 1977, il décline la série des bains de lumière ou Ba-O-Ba[réf. nécessaire]. Il installe des néons de couleur qui soulignent les volumes géométriques de grandes plaques de verre ou de métal. Il compose également des « œuvres interactives » (image et son), avec des satellites, des vidéos, des télévisions. Puis il s'intéresse à la calligraphie chinoise et développe des travaux de « Pictographe » avec des tubes de néon (séries Sel, 1978 et Pictogramme, 1980). il poursuit sa quête orientale en construisant des objets de bambou, d'aluminium et de lumière (série indienne des dom-Basor).
Depuis 1987, il crée des structures pénétrables, les Kiosk Works que parcourent des tubes bleus, jaunes, rouges ou verts, accroche des signes courbes au néon sur les murs (Palm Blatt, 2000), intervient sur l'espace, le volume, qui reflètent la couleur, la lumière. Il réalise également des films et des vidéos.
- 1982, Greetings from New York[2], Le Consortium, Dijon
- 1994, Joffre-Mutualité (tramway de Rouen) création in situ[3],[4]